# Pulitzer-Preis 1920
Der Pulitzer-Preis 1920 war die vierte Verleihung des renommierten US-amerikanischen Literaturpreises. Es wurden Preise in fünf Kategorien im Bereich Journalismus und dem Bereich Literatur, Theater und Musik vergeben.
Die Jury bestand aus 12 Personen, unter anderem dem Präsidenten der Columbia-Universität Nicholas Murray Butler und Ralph Pulitzer, Sohn des Pulitzer-Preis-Stifters und Herausgeber der New York World.

## Preisträger
| Kategorie                       | Preisträger                               | Begründung |
| ------------------------------- | ----------------------------------------- | --- |
| Berichterstattung (Reporting)   | John J. Leary, New York World             | Preis verliehen für eine Reihe von Artikel, die im Winter 1919 während des Streiks der Kohleminenarbeiter geschrieben wurden. |
| Leitartikel (Editorial Writing) | Harvey E. Newbranch, Evening World Herald | Preis verliehen für den Artikel Law and the Jungle.                                                                           |

| Kategorie                                                   | Preisträger                                       |
| ----------------------------------------------------------- | ------------------------------------------------- |
| Theater (Drama)                                             | Beyond the Horizon von Eugene O’Neill             |
| Geschichte (History)                                        | The War with Mexico von Justin Harvey Smith       |
| Biographie oder Autobiographie (Biography or Autobiography) | The Life of John Marshall von Albert J. Beveridge |